# Parascotia
Parascotia is een geslacht van vlinders uit de familie van de spinneruilen (Erebidae) en de onderfamilie Boletobiinae. Dit geslacht werd beschreven door Jacob Hübner in 1825.

## Soorten
- P. arabica (Hacker, 2011)
- P. cognata Staudinger, , 1892
- P. detersa (Staudinger, 1891)
- P. diagramma (Hampson, 1914)
- P. endemica Hacker & Saldaitis, 2019
- P. fuliginaria (Linnaeus, 1761) — paddenstoeluil
- P. hemicausta (Hampson, 1914)
- P. indecora Hacker, Fiebig & Stadie, 2019
- P. lamprolophoides (Hacker, 2019
- P. lorai Agenjo, 1967
- P. nigricans Matsumura, 1925
- P. nisseni Turati, 1905
- P. robiginosa Staudinger, 1891
- P. trimacula (Saalmüller, 1891)
- P. xylonea (Hampson, 1926)